# Хуліо Ерера-і-Рейсиґ
Хуліо Еррера-і-Рейсиґ  (ісп. Julio Herrera y Reissig 1 серпня 1875, Монтевідео — 18 березня 1910, там само) — уругвайський поет, драматург, прозаїк, есеїст. Основоположник модернізму національної поезії Уругваю.

## Життєпис
Представник шляхетного і заможного патриціанського роду. Син лікаря, що мав широкі зв'язки у соціальному і культурному середовищах. Племінник Хуліо Еррера-і-Обеса — президента Уругваю в 1894 — 1897.
З дитинства відрізнявся слабким здоров'ям. У п'ятирічному віці переніс перший серцевий напад . У 1892 році йому поставили діагноз — вроджена вада серця, яким він буде страждати все своє життя, крім того поглиблений перенесеним черевним тифом, через що Еррера-і-Рейсиґ не міг навчатися, подорожувати або від'їздити далеко, окрім відвідування Буенос-Айреса.
У 1895 — 1897 — помічник секретаря Департаменту освіти.

## Творчість
Хуліо — один із найоригінальніших поетів, які писали іспанською мовою на початку XX-го століття. Його поезія, для того часу надзвичайно суперечлива своїми інноваціями за формою і за мовою, сильно вплинула на розвиток сучасної іспано-американської поезії.
Дебютував у 1898, опублікувавши свій перший вірш в газеті La Libertad, критика позитивно відгукнулася про творчість молодого поета. Після цього він регулярно друкувався в різних періодичних виданнях. Перші романтичні оди ( «Ода Іспанії», «Пісня Ламартина») побачили світ у 1897 — 1898; у 1899 — 1900 видавав журнал «Ла Ревіста», де був опублікований цикл його лірики, що втілила специфіку іспаноамериканського модернізму.
Еррера-і-Рейсиґ — поет яскраво вираженої європейської орієнтації; в його творчості можна виділити кілька стилістичних тенденцій: вірші символістської спрямованості (цикли «Великдень часу», 1900; «Водяний годинник», 1909; поема «Абсурдна скорбота», 1903), і пасторальна або любовна лірика (збірки «Гірський екстаз», 1904 —1907; «Покинуті парки», 1900 — 1905; «Баскські сонети», 1906).
У 1900 навколо нього виникло літературне співтовариство молодих поетів Монтевідео. 
У тому ж році пережив новий серцевий напад, після якого йому було призначене лікування морфієм.
У 1902 створив літературний гурток поетів-модерністів — «Вежа панорам». Еррера-і-Рейсиґ став новатором, що оновив традиції уругвайської лірики, долаючи властиву їй раніше романтичну риторику, сентименталізм. Прихильник літературної кастильскої мови. Ідея екуменізму, свободи людського духу, — така характерна для іспаноамериканського модернізму взагалі, — в творчості уругвайського поета отримала яскраве вираження. Вийшли книги «Нічні світанки» (1902), «Фіалкові вірші» (1906), «Смеркові роялі» (1910). У 1907 заснував журнал The New Atlantis.
Згодом Еррера-і-Рейссіг поступово перейшов від романтизму до авангардистського модернізму і сюрреалізму і тільки після смерті отримав широке визнання, як один з провідних діячів у розвитку латиноамериканської поезії XX-го століття.

## Вибрані твори
- Canto a Lamartine (1898)
- Epílogo wagneriano a «La política de fusión» con surtidos de psicología sobre el Imperio de Zapicán (1902)
- Las pascuas del tiempo (1902)
- Los maitines de la noche (1902)
- La vida (1903)
- Los parques abandonados (1902 — 1908)
- Los éxtasis de la montaña (1904 — 1907)
- Sonetos vascos (1908)
- Las clepsidras (1909)
- La torre de las esfinges (1909)
- Los peregrinos de piedra (1909)
- La torre de marfil Poesías completas (1913, посмертно)
- Páginas en prosa (1961, посмертно)